# Andrézieux-Bouthéon Football Club
Pour les articles homonymes, voir ASF.
Maillots
Actualités
Dernière mise à jour : 19 septembre 2024.
L'Andrézieux-Bouthéon Football Club, ou ABFC est un club français de football fondé en 1947 et basé à Andrézieux-Bouthéon dans la Loire. L'ABFC évolue en National 2 depuis 2016.
Le club est basé à Andrézieux-Bouthéon, ville située dans l'agglomération de Saint-Étienne. Le club évolue pendant la majeure partie de son existence entre la Division d'honneur et la CFA (ancien National 2). Le club est actuellement présidé par l'ancien stéphanois François Clerc et est entraîné par Roland Vieira.

## Histoire du club

### Historique
En 1949, le club andrézien de l'ASF devient l'ASF Andrézieux-Bouthéon, après la fusion avec le Football Club Bouthéon.
En juin 2015, Stéphane Basson est nommé entraineur en remplacement de Jean-Philippe Forêt. Pour cette même saison 2015-2016, le club est sacré champion de CFA 2, ce qui lui permet de retrouver le championnat de CFA pour la saison 2016-2017, six ans après l'avoir quitté.
Pour la saison 2017-2018, Romain Revelli est recruté à la suite du départ de Stéphane Basson. Pour la saison 2018-2019, Jean-Noël Cabezas devient le nouvel entraîneur.
Dimanche 6 janvier 2019, en 32e de finale de la Coupe de France, l'ASF bat les professionnels de l'Olympique de Marseille par 2 à 0 au stade Stade Geoffroy-Guichard,,.

### Changement de nom et nouvelle présidence (depuis 2019)
Le 30 mars 2019, François Clerc, ancien joueur international, annonce la création d'une Société anonyme sportive professionnelle dont il prendra la présidence afin de professionnaliser le club et en particulier l'équipe première,. Philippe Pradier devient alors le président de la section amateur du club, en remplacement de Christophe Pereira qui entre au capital de la SASP.
Le 1er juillet 2019, le club annonce sur Instagram la modification du nom du club en "Andrézieux-Bouthéon FC". En Octobre 2019, Romain Revelli fais son retour comme entraîneur de l'équipe, qui lutte alors pour son maintien en N2. Une fois ce maintien acquis, les andréziens finissent sixième en 2020-2021 (saison tronquée par le Covid-19).
Romain Revelli annonce son départ durant la pré-saison 2021-2022. C'est l'ancien coach de Chamalières Arnaud Marcantei qui lui succède. Avec une équipe solide, l'ABFC obtiens de bons résultats et termine quatrième de sa poule. Reconduit, Marcantei est limogé en Janvier 2023 à cause de résultats décevants, Andrézieux jouant son maintien. C'est Jérémy Clément qui assure le maintien. Il décide de ne pas prolonger avec les faucons à l'issue de son court mandat pour signer avec Molenbeek.
A l'aube de la saison 2023-2024, l'ABFC officialise la signature de Xavier Collin comme nouvel entraîneur des faucons. Après une saison satisfaisante, Andrézieux annonce de grandes ambitions avec l'arrivée dans l'actionnariat du club d'Olivier Delorme. Collin est confirmé malgré un intêret présumé de l'AC Ajaccio.

### Historique du logo

Logo de 1990 à 2007.
Logo de 2007 à 2013.
Logo de 2013 à 2016.
Logo de 2016 à 2019.
Logo actuel.

## Palmarès et records

### Palmarès
- Championnat de France amateur 2 (CFA 2), Champion de groupe : 2007 et 2016
- Champion DH Rhône-Alpes : 1996, 2002, 2008
- Coupe de la Loire : 1964, 2000, 2001, 2002, 2008, 2011.

### Bilan saisons par saisons
| Saison    | Niv. | Div.               | clas. | Pts | M.J. | Vic. | Nuls | Déf. | B.P. | B.C. | D.B. | Coupe de France | Coupe de la Ligue |
| 1994/1995 | 6    | DH - Rhône-Alpes   | 4e    | -   | -    | -    | -    | -    | -    | -    | -    | 7e tour         | -                 |
| 1995/1996 | 6    | DH - Rhône-Alpes   | 1er   | -   | -    | -    | -    | -    | -    | -    | -    | 7e tour         | -                 |
| 1996/1997 | 5    | National 3 - Gr.H  | 5e    | 38  | 26   | 10   | 8    | 8    | 35   | 32   | +3   | 6e tour         | -                 |
| 1997/1998 | 5    | CFA2 - Gr.H        | 8e    | 39  | 30   | 11   | 6    | 13   | 52   | 43   | +9   | 7e tour         | -                 |
| 1998/1999 | 5    | CFA2 - Gr.C        | 14e   | 65  | 30   | 10   | 5    | 15   | 43   | 61   | -18  | -               | -                 |
| 1999/2000 | 6    | DH - Rhône-Alpes   | 7e    | 62  | 26   | 11   | 4    | 11   | 45   | 32   | -13  | -               | -                 |
| 2000/2001 | 6    | DH - Rhône-Alpes   | 9e    | 60  | 26   | 8    | 10   | 81   | 27   | 34   | -7   | 7e tour         | -                 |
| 2001/2002 | 6    | DH - Rhône-Alpes   | 2e    | 81  | 26   | 16   | 7    | 8    | 44   | 13   | +31  | 7e tour         | -                 |
| 2002/2003 | 5    | CFA2 - Gr.D        | 5e    | 76  | 30   | 13   | 8    | 9    | 37   | 32   | +5   | 7e tour         | -                 |
| 2003/2004 | 5    | CFA2 - Gr.D        | 8e    | 72  | 30   | 10   | 12   | 8    | 38   | 28   | +10  | 7e tour         | -                 |
| 2004/2005 | 5    | CFA2 - Gr.C        | 3e    | 83  | 30   | 15   | 8    | 7    | 44   | 26   | +18  | 8e tour         | -                 |
| 2005/2006 | 4    | CFA - Gr.C         | 16e   | 73  | 34   | 9    | 12   | 13   | 30   | 35   | -5   | 5e tour         | -                 |
| 2006/2007 | 5    | CFA2 - Gr.C        | 1er   | 87  | 30   | 15   | 12   | 3    | 49   | 21   | +28  | 5e tour         | -                 |
| 2007/2008 | 4    | CFA - Gr.C         | 15e   | 72  | 34   | 9    | 14   | 11   | 31   | 33   | -2   | -               | -                 |
| 2008/2009 | 4    | CFA - Gr.B         | 4e    | 87  | 34   | 13   | 14   | 7    | 43   | 29   | +14  | 32e de finale   | -                 |
| 2009/2010 | 4    | CFA - Gr.B         | 16e   | 75  | 34   | 11   | 8    | 15   | 36   | 39   | -3   | -               | -                 |
| 2010/2011 | 5    | CFA2 - Gr.D        | 4e    | 98  | 32   | 20   | 6    | 6    | 49   | 19   | +30  | 7e tour         | -                 |
| 2011/2012 | 5    | CFA2 - Gr.D        | 5e    | 81  | 30   | 15   | 6    | 9    | 61   | 30   | +31  | -               | -                 |
| 2012/2013 | 5    | CFA2 - Gr.E        | 2e    | 75  | 26   | 15   | 4    | 7    | 48   | 26   | +22  | -               | -                 |
| 2013/2014 | 5    | CFA2 - Gr.D        | 3e    | 73  | 26   | 14   | 5    | 7    | 37   | 29   | +8   | -               | -                 |
| 2014/2015 | 5    | CFA2 - Gr.F        | 9e    | 59  | 26   | 8    | 9    | 9    | 30   | 31   | -1   | 16e de finale   | -                 |
| 2015/2016 | 5    | CFA2 - Gr.E        | 1er   | 81  | 26   | 17   | 4    | 5    | 48   | 26   | 22   | 7e tour         | -                 |
| 2016/2017 | 4    | CFA - Gr. C        | 8e    | 33  | 28   | 9    | 6    | 13   | 37   | 44   | -7   | 8e tour         | -                 |
| 2017/2018 | 4    | National 2 - Gr. B | 3e    | 52  | 30   | 16   | 4    | 10   | 48   | 36   | +12  | 8e tour         | -                 |
| 2018/2019 | 4    | National 2 - Gr. B | 3e    | 48  | 30   | 14   | 6    | 10   | 39   | 33   | +6   | 16e de finale   | -                 |
| 2019/2020 | 4    | National 2 - Gr.C  | 11e   | 23  | 21   | 5    | 8    | 8    | 26   | 25   | +1   | 4e tour         | -                 |
| 2020/2021 | 4    | National 2 - Gr.C  | 6e    | 14  | 9    | 4    | 2    | 3    | 15   | 11   | +4   | 8e tour         | -                 |
| 2021/2022 | 4    | National 2 - Gr.D  | 4e    | 51  | 30   | 15   | 6    | 9    | 43   | 30   | +13  | 32e de finale   | -                 |
| 2022/2023 | 4    | National 2 - Gr.D  | 11e   | 40  | 30   | 9    | 13   | 8    | 29   | 27   | +2   | 7e tour         | -                 |
| 2023/2024 | 4    | National 2 - Gr.A  | 9e    | 34  | 26   | 9    | 8    | 9    | 26   | 28   | -2   | 6e tour         | -                 |

## Joueurs et personnalités du club

### Effectif actuel
Le tableau liste l'effectif de l'ABFC pour la saison 2024-2025.
En grisé, les sélections de joueurs internationaux chez les jeunes mais n'ayant jamais été appelés aux échelons supérieurs une fois l'âge-limite dépassé ou les joueurs ayant pris leur retraite internationale.

### Présidents
- 2015-mars 2019 :  Christophe Pereira
- mars 2019-en cours :  Philippe Pradier (section amateur) et  François Clerc (section professionnelle)[15]

### Entraîneurs
- 1989-1995 :  Patrick Revelli
- -oct. 2004 :  Hervé Didier
- oct. 2004-2008 :  Daniel Zorzetto
- 2008-2011 :  Stéphane Santini
- 2010-2011 :  Pierre Bastou
- 2008-juin 2012 :  Stéphane Santini &  Pierre Haon
- juin-oct. 2012 :  Pierre Haon
- oct. 2012-2015 :  Jean-Philippe Forêt
- 2015-2017 :  Stéphane Basson
- 2017-2018 :  Romain Revelli
- 2018-oct. 2019 :   Jean-Noël Cabezas
- oct. 2019-2021 :   Romain Revelli
- 2021-2023 :   Arnaud Marcantei
- 2023 :  Jérémy Clément
- 2023-mars 2025 :  Xavier Collin[16]